# Eximén Pérez de Tarazona
Eximén Pérez de Tarazona también Eximén Pérez de Arenoso o Eiximén Peras de Arenoso (? - antes del 30 de junio de 1266) fue un caballero del linaje aragonés de los Zapata de Tarazona y fundador del linaje valenciano de los Arenós .

## Orígenes familiares
Era hijo de Blasco Sánchez Zapata de Valtorres, señor de la villa de Villena y de Valtorres, quien había fundado la rama de los Zapata de Tarazona, hijo de Sancho Sánchez de Zapata de Valtorres, Alcaide de Calatayud tras destacar durante su conquista, mientras que su madre era una hija del Justicia de Aragón Pedro Fernández de Castro.
El matrimonio de Blasco Sánchez Zapata de Valtorres y su mujer tuvo además de a Eximen a:
- Pedro Pérez de Tarazona, Justicia de Aragon desde el 1204 hasta su muerte, heredando el cargo su hijo Fernando.
- García Sánches de Zapata, heredero de la familia que terminó residiendo en Calahorra, donde el segundo de sus dos hijos, Sancho de Zapata fundó la rama de los Zapata de Calahorra mientras que Pedro Pérez de Zapata, el primogénito, casó con María Pérez de Gurrea, hija de Sancho Pérez de Gurrea y de Marina Atrosillo, heredó el núcleo de los bienes al igual que obtuvo la Baronía de Tous y Pedralba del rey Jaime I por su participación en la Conquista de Valencia.[2]

## Matrimonio y descendientes
Se casó con Elpha Pérez, con quien tuvo:
- Ruy Eximénez de Arenoso, señor de Borriol.
- Pero Eximénez de Arenoso , señor de Montornés, Tornesa.
- García Eximénez de Arenoso ,
- Johan Eximénez de Arenoso ,
- Teresa Eximénez de Arenoso , casada con Fernando Pérez Aba-Omahet, hijo de `Zayd Abu Zayd
- Martín Garcés
- Eximén de Arenoso
- Blasco Eximénez de Arenoso "el Mayor" casado en 1242 con Alda Ferrandis Aba-Omahet, hija de Zayd Abu Zayd

### Conquista de Valencia
Artículo principal: Sitio de Valencia (siglo XIII)
Participó en el Sitio de Valencia (siglo XIII) luchando en el Sitio de Burriana de 1233. Regresó al Reino de Aragón y permaneció allí hasta 1237. Luchó en la Batalla del Puig y tras la caída de Balansiya (Valencia) el rey le nombró ejecutor del Reparto de Valencia ; en agradecimiento le dio el castillo y la villa de Andilla. Fue nombrado Lugarteniente del Reino de Valencia. (?-1251-?)

### La Baronía de Arenoso
En 1241 el rey le nombró rico-homen, categoría siguiente a la del mismo rey y los hijos. Por razón de la boda de su hijo Blasco Eximénis de Arenós con Alda Ferrándis Aba-Omahet, hija de Zayd Abu Zayd, recibió la Baronía de Arenoso y las alquerías de Massarrojos y Benifaraig en dote compartido con su hijo. A partir de entonces cambió su apellido por el de Arenoso.

### Tratado de Almizra
En 1244 estuvo presente en la firma del tratado de Almizra entre Jaime I de Aragón y Alfonso X de Castilla, participando en 1244 en el Asedio de Játiva. Después intercambió con el rey los castillos de Castalla y Onil, por las alquerías de Cheste y Villamarchante.

### Revuelta mudéjar de 1247-1258
Luchó durante la revuelta mudéjar y mató al caudillo sarraceno Aben Bazel, liquidando todo su ejército. Esta victoria obligó a Al-Azraq a refugiarse al amparo del rey Alfonso X de Castilla, que se declaró su protector. El 18 de febrero de 1254 el rey Jaime I de Aragón le dio el castillo y la villa de Borriol, con sus alquerías y jurisdicción civil y criminal.

### Revuelta mudéjar de 1264-1266
Murió el 3 de octubre de 1266 luchando contra los sarracenos en las fronteras del Reino de Murcia.

## Posesiones territoriales
- Carta de Puebla en Cortes de Arenoso, 1251
- Firma la Carta Puebla de Castellón, 1251. Como lugarteniente de Jaime I.
- Firma la Carta Puebla de Bocairente, Agres y Mariola, 1256. Como lugarteniente de Jaime I.
- Firma la Carta Puebla de Alcoy, 1256 . Como lugarteniente de Jaime I.
- Andilla, 1237
- Pedralba, 1242
- Baronía de Arenoso, 1243
- Masarrochos, 1246
- Benifaraig y Cheste, 1251
- Borriol, 1254
- Ondara, 1255
- Soneja, Azuébar, Mosquera y Pollinos, 1260
- Uncastillo, 1263

En 1248 Abú Zayd y Eximén Pérez ceden a la iglesia de Tarragona: Mela, Arenoso, Montán, Tormo, Cyrat, Tuega, Espadella, Bueynegro, Villamalefa, Villaformosa, Cortes, Villamalur y sus términos, Jódar, Villahaleva, Tortonich, Andilla ,Castalla, Unil, Ibi, Tibi.